# 29 Водолея
29 Водолея (лат. 29 Aquarii), DX Водолея (лат. DX Aquarii), HD 209278 — двойная затменная переменная звезда типа Алголя (EA) в созвездии Водолея на расстоянии приблизительно 588 световых лет (около 180 парсеков) от Солнца. Видимая звёздная величина звезды — от +6,88m до +6,43m. Орбитальный период — около 0,945 суток (22,68 часов).

## Характеристики
Первый компонент — белая звезда спектрального класса A2V. Радиус — около 10,35 солнечных. Эффективная температура — около 9268 К.
Второй компонент — жёлтый яркий гигант или оранжевый гигант спектрального класса G0II или K0III.